# NB I. Szabó László csoport 2013/14
Die NB I. Szabó László csoport 2013/14 war die höchste Spielklasse der ungarischen Mannschaftsmeisterschaft im Schach. Meister wurde erneut der Titelverteidiger Aquaprofit NTSK, aus der NB I/B. waren im Vorjahr Budapesti Titánok Sportegyesület und Zalaegerszegi Csuti Antal - Hydrocomp Sport Klub aufgestiegen. Während Titánok den Klassenerhalt erreichte, musste Zalaegerszeg zusammen mit Községi Sportegyesület Decs absteigen.
Zu den gemeldeten Mannschaftskadern der teilnehmenden Vereine siehe Mannschaftskader der NB I. Szabó László csoport 2013/14.

## Spieltermine
Die Wettkämpfe fanden statt am 8. und 22. September, 20. Oktober, 3. November 2013, 16. Februar, 2. und 23. März sowie 13. und 27. April 2014. Sie werden dezentral bei den beteiligten Vereinen gespielt. Zwei Wettkämpfe der zweiten Runde wurden am 29. September 2013 nachgeholt, ein Wettkampf der dritten Runde am 17. November 2013, während ein Wettkampf der sechsten Runde am 15. Februar 2014 vorgespielt wurde.

## Saisonverlauf
Aquaprofit NTSK war eine Klasse für sich. Alle Wettkämpfe wurden gewonnen, und bereits vor der letzten Runde war die Titelverteidigung perfekt. Der Abstieg von Kőszeg war vor der letzten Runde ebenfalls schon sicher, und Zalaegerszeg hatte mit 6 Punkten Rückstand auf den rettenden achten Platz nur noch geringe Chancen auf den Klassenerhalt. Zwar landete Zalaegerszeg zum Schluss einen Kantersieg gegen Kőszeg, konnte aber den Rückstand auf Platz 8 nur noch auf einen Punkt reduzieren.

## Abschlusstabelle
| Pl. | Verein                                               | Sp | G | U | V | Brett-P.  | MP   |
| --- | ---------------------------------------------------- | -- | - | - | - | --------- | ---- |
| 01. | Aquaprofit NTSK (M)                                  | 9  | 9 | 0 | 0 | 74,0:34,0 | 18:0 |
| 02. | ASE Paks                                             | 9  | 6 | 0 | 3 | 63,0:45,0 | 12:6 |
| 03. | Pénzügyőr Sport Egyesület                            | 9  | 5 | 1 | 3 | 59,5:48,5 | 11:7 |
| 04. | Budapesti Titánok Sportegyesület (N)                 | 9  | 4 | 1 | 4 | 56,5:51,5 | 9:9  |
| 05. | Mátyásföldi Lawn Tenis Club                          | 9  | 5 | 0 | 4 | 55,5:52,5 | 10:8 |
| 06. | Dunaharaszti Munkás Testedző Kör                     | 9  | 3 | 2 | 4 | 53,0:55,0 | 8:10 |
| 07. | Szombathelyi MÁV Haladás VSE                         | 9  | 3 | 3 | 3 | 52,0:56,0 | 9:9  |
| 08. | Makói Spartacus Vasas Sportegyesület                 | 9  | 3 | 2 | 4 | 50,0:58,0 | 8:10 |
| 09. | Zalaegerszegi Csuti Antal - Hydrocomp Sport Klub (N) | 9  | 2 | 1 | 6 | 49,0:59,0 | 5:13 |
| 10. | Községi Sportegyesület Decs                          | 9  | 0 | 0 | 9 | 27,5:80,5 | 0:18 |

## Entscheidungen
|     | Ungarischer Meister: Aquaprofit NTSK                                                                    |
|     | Absteiger in die NB I/B.: Zalaegerszegi Csuti Antal - Hydrocomp Sport Klub, Községi Sportegyesület Decs |
| (M) | Meister der letzten Saison                                                                              |
| (N) | Aufsteiger der letzten Saison                                                                           |

## Kreuztabelle
| Ergebnisse | Ergebnisse                                       | 01. | 02. | 03. | 04. | 05. | 06. | 07. | 08. | 09. | 10. |
| ---------- | ------------------------------------------------ | --- | --- | --- | --- | --- | --- | --- | --- | --- | --- |
| 01.        | Aquaprofit NTSK                                  |     | 7½  | 7   | 6½  | 9   | 7½  | 9   | 9   | 7½  | 11  |
| 02.        | ASE Paks                                         | 4½  |     | 7   | 5   | 7   | 7½  | 5   | 8½  | 8   | 10½ |
| 03.        | Pénzügyőr Sport Egyesület                        | 5   | 5   |     | 7   | 5½  | 7½  | 6   | 7½  | 8   | 8   |
| 04.        | Budapesti Titánok Sportegyesület                 | 5½  | 7   | 5   |     | 7   | 6   | 7½  | 5½  | 5½  | 7½  |
| 05.        | Mátyásföldi Lawn Tenis Club                      | 3   | 5   | 6½  | 5   |     | 7½  | 5½  | 8½  | 7   | 7½  |
| 06.        | Dunaharaszti Munkás Testedző Kör                 | 4½  | 4½  | 4½  | 6   | 4½  |     | 6½  | 6   | 7   | 9½  |
| 07.        | Szombathelyi MÁV Haladás VSE                     | 3   | 7   | 6   | 4½  | 6½  | 5½  |     | 6   | 6   | 7½  |
| 08.        | Makói Spartacus Vasas Sportegyesület             | 3   | 3½  | 4½  | 6½  | 3½  | 6   | 6   |     | 7   | 10  |
| 09.        | Zalaegerszegi Csuti Antal - Hydrocomp Sport Klub | 4½  | 4   | 4   | 6½  | 5   | 5   | 6   | 5   |     | 9   |
| 10.        | Községi Sportegyesület Decs                      | 1   | 1½  | 4   | 4½  | 4½  | 2½  | 4½  | 2   | 3   |     |

Anmerkungen:
- Der Wettkampf zwischen dem Mátyásföldi Lawn Tenis Club und Budapesti Titánok Sportegyesület endete 6,5:5,5 für den Mátyásföldi Lawn Tenis Club, wurde aber wegen des Einsatzes nicht spielberechtigter Spieler mit 7:5 für Titánok gewertet.
- Der Wettkampf zwischen Aquaprofit NTSK und Községi Sportegyesület Decs endete 10:2 für Aquaprofit, wurde aber wegen des Einsatzes nicht spielberechtigter Spieler mit 11:1 für Aquaprofit gewertet.

## Die Meistermannschaft
| 1.            | Aquaprofit NTSK |
| Schachfiguren | Arkadij Naiditsch, Sachar Jefymenko, Csaba Balogh, Ivan Ivanišević, Viktor Erdős, Luka Lenič, Robert Markuš, Zoltán Ribli, Constantin Lupulescu, József Pintér, Tamás Bánusz, Péter Prohászka, András Flumbort, Miklós Galyas, Gergely Kántor, Norbert Bodó, Tícia Gara, Tamás Hajas, Boglárka Boa. |